# José Martí Internationale Lufthavn
José Martí Internationale Lufthavn (ICAO: MUHA) er en cubansk lufthavn placeret i Havana. Det er Cubas hovedlufthavn hvortil det meste af den internationale flytrafik går. Lufthavnen ligger i kommunen Boyeros. Den er opkaldt efter efter den cubanske patriot og digter José Martí.